# Koukdjuak River
Koukdjuak River är ett vattendrag i Kanada.   Det ligger i territoriet Nunavut, i den östra delen av landet, 2 400 km norr om huvudstaden Ottawa.
Trakten runt Koukdjuak River består i huvudsak av gräsmarker. Trakten runt Koukdjuak River är nära nog obefolkad, med mindre än två invånare per kvadratkilometer.